# Marion (Massachusetts)
Marion è un comune degli Stati Uniti d'America facente parte della contea di Plymouth nello stato del Massachusetts.